# Emma Pucek
Emma Elisabeth Pucek, född 29 december 1996 i Stockholm, är en svensk sångerska. Hon var åren 2014–2015 medlem i musikgruppen Dolly Style, där hon hade rollen som Polly. Hon har även varit aktiv i det egna musikprojektet Hart.

## Dolly Style
Emma Pucek (Polly) var tillsammans med Carolina Magnell (Molly) och Alexandra Salomonsson (Holly) de tre originalmedlemmarna i musikgruppen Dolly Style när gruppen bildades sommaren 2014. Hon deltog sedan med gruppen i Melodifestivalen 2015 med bidraget (tillika debutsingeln) "Hello Hi", som skrevs av Emma Nors, Palle Hammarlund och Jimmy Jansson. Pucek bestämde sig sedan för att lämna gruppen i april 2015, eftersom hon ville gå vidare och satsa på sitt eget band Hart. Hon blev dagen efter ersatt av sångerskan Marielle Myhrberg, som därmed tog hennes plats som Polly i gruppen.